# Ann Druyan
Ann Druyan (Queens, New York, 13 juni 1949) is een Amerikaans schrijfster en producent van programma's over kosmologie en wetenschapspopularisering. Ze was van 1981 tot zijn dood in 1996 gehuwd met kosmoloog en wetenschapscommunicator Carl Sagan. Ze werkte met hem samen aan verschillende van zijn invloedrijke producties, waarvan de bekendste de televisieserie Cosmos: A Personal Voyage (1980) is, die in 2014 met Cosmos: A Spacetime Odyssey een vervolg kreeg.

## Biografie
Druyan en Sagan ontmoetten elkaar in 1974 tijdens hun werk aan het Voyagerprogramma van de NASA. Sagan leidde de commissie die de Voyager Interstellar Record samenstelde, Druyan was creatief directeur van het project. Ze trouwden in 1981 en kregen twee kinderen. Hij had al drie kinderen uit twee eerdere huwelijken.
In 1977 schreef ze een roman, getiteld A Famous Broken Heart: A fantasy novel. Ook schreef ze mee aan Sagans roman Contact uit 1986, die later werd verfilmd. Hij overleed tijdens de productie van de film, Druyan bleef als producent aan het project verbonden tot de verschijning in 1997 en speelt ook een kleine rol in het verhaal (als zichzelf).
De dertiendelige documentaireserie Cosmos uit 1980 werd geschreven door Sagan, Druyan en zijn voormalige student de astrofysicus Steven Soter.
Druyan schreef en produceerde in 1987 Confessions of a Weaponeer, een aflevering van het programma NOVA over het leven van George Kistiakowsky, die als jongeling de bolsjevieken had bevochten in zijn geboorteland Oekraïne, en na een studie scheikunde in Berlijn meewerkte aan het Manhattan Project en later als wetenschappelijk adviseur van president Eisenhower pleitte voor wapenbeheersing.
Druyan is co-auteur van Sagans boeken Comet, Contact, Shadows of Forgotten Ancestors, Pale Blue Dot, The Demon-Haunted World en Billions & Billions. In 2006 redigeerde ze The Varieties of Scientific Experience: A Personal View of the Search for God, een selectie van Sagans lezingen over levensbeschouwelijke onderwerpen.
Als oprichter en CEO van Cosmos Studios ijvert Druyan voor een groter bewustzijn van de bescheiden plaats van de mens in de kosmos. Deze organisatie was een van de drijvende krachten achter het experimentele zonnezeil Cosmos 1 dat in 2005 onsuccesvol werd getest. Ze is bestuurslid van de National Organization for the Reform of Marijuana Laws (NORML) die in de VS pleit voor decriminalisering van recreatief cannabisgebruik. Ook is ze adviseur van The Science Network van de Britse wetenschapscommunicator Roger Bingham. In 2006 was ze spreker op het eerste Beyond Belief-symposium dat deze organisatie organiseerde.
Ze is fellow van de Committee for Skeptical Inquiry en was directeur van de lokale liefdadigheidsorganisatie New York Children's Health Fund.

## Onderscheidingen
In 2004 was Druyan de tweede ontvanger van de naar bioloog Richard Dawkins vernoemde Richard Dawkins Award van Atheist Alliance International, een van oorsprong Amerikaanse organisatie die ijvert voor de verspreiding van atheïstische denkbeelden.
De planetoïde (4970) Druyan, in 1988 ontdekt door Eleanor Helin, is vernoemd naar Ann Druyan.
Op 17 november 2021 werd Ann gehuldigd door rector Caroline Pauwels als Doctor Honoris Causa aan de VUB - Vrije Universiteit Brussel, België als erkenning voor haar grote inzet als schrijfster, als wetenschapscommunicator en als documentairemaakster en -regisseuse, voor de popularisering van de wetenschap en voor een beter begrip van het heelal.
- Bibsys: 90508386
- Biblioteca Nacional de España: XX1724927
- Bibliothèque nationale de France: cb12572732s (data)
- Catàleg d'autoritats de noms i títols de Catalunya: 981058511654006706
- CiNii: DA07915131
- Gemeinsame Normdatei: 172048745
- International Standard Name Identifier: 0000 0001 0856 4159
- Library of Congress Control Number: n79092362
- MusicBrainz: 41d5603b-4cf1-4342-ac19-06a204a2d0ae
- Bibliotheek van het Japanse parlement: 00438268
- Nationale Bibliotheek van Tsjechië: mzk2008486305
- Nationale bibliotheek van Australië: 35137450
- Nationale Bibliotheek van Israël: 987007604819305171
- Nationale Bibliotheek van Polen: a0000001238189
- Nationale en Universitaire bibliotheek Zagreb: 000238095
- Nederlandse Thesaurus van Auteursnamen: 071701915
- Système universitaire de documentation: 09437824X
- Trove: 838366
- Virtual International Authority File: 32116327
- WorldCat: E39PBJpYDm3XJGGghrDr8wpQMP